# 4月1日 (旧暦)
旧暦4月1日（きゅうれきしがつついたち）は旧暦4月の1日目である。六曜は仏滅である。

## できごと
- 寛政4年（グレゴリオ暦1792年5月21日） - 2月から噴火が続いていた雲仙岳で山体の一部が崩落。土砂が島原海に入って津波が発生し、対岸の肥後にも被害（島原大変肥後迷惑）

## 誕生日
- 承安3年（ユリウス暦1173年5月14日） - 親鸞、浄土真宗の宗祖とされる僧（† 1262年）
- 天保10年（グレゴリオ暦1839年5月13日） - 三遊亭圓朝、落語家（† 1900年）
- 慶応4年（グレゴリオ暦1868年4月23日） - 関根金次郎、将棋の十三世名人（† 1946年）。
- 明治3年（グレゴリオ暦1870年5月1日） - 濱口雄幸、27代内閣総理大臣（† 1931年）

## 忌日
- 寛元4年（閏4月）（ユリウス暦1246年5月17日） - 北条経時、鎌倉幕府4代執権（* 1224年）

## 記念日・年中行事
- 孟夏の旬